# Nunzio Sciavarrello
Nunzio Sciavarrello (Bronte, 23 maggio 1918 – Catania, 10 ottobre 2013) è stato un pittore, incisore e scenografo italiano.

## Biografia
Per l'attitudine manifestata già dall'età di dieci anni, dopo varie esperienze di apprendistato nella sua città natale, frequenta la scuola comunale di disegno. Nel 1932, al seguito di un esperto decoratore si occupa di pittura murale ed affresco.
Nel 1934 visita Roma per un breve soggiorno, dove nel 1936 vi si trasferisce e si trova impegnato nelle problematiche della "Scuola romana", vivendo i momenti più fecondi.
A Roma frequenta la scuola libera di via Margutta e nel 1939 anche l'Accademia di Belle Arti dove conosce Mino Maccari che diviene il suo maestro, nella stessa città conoscerà Duilio Cambellotti e Ferruccio Ferrazzi. Fra i suoi compagni di corso Arnoldo Ciarrocchi e Dario Cecchi. Scoppiata la guerra, è con i Granatieri sui Balcani.
Nel 1942 rientrato a Roma riprende il lavoro ed elabora le incisioni dedicate alla libertà, alle condizioni sociali e alla condanna della violenza. Approfondisce gli studi e la ricerca sul valore e sulla funzione del «segno», che si rivelerà determinante per tutta la sua opera. Nel 1945, rientrato a Bronte, realizza dipinti e incisioni, di questo periodo è il suo dipinto "Panico sull'Etna".
Partecipa alla XVII Promotrice d'arte di Catania ed espone alcune minuscole incisioni realizzate a Roma tra il 1940 e il 1944. Tra queste, la nota puntasecca del 1943 "Disparità sociali, disperazione delle donne romane". Nel 1948 si trasferisce a Catania.
Il 2 ottobre 1958, col notaio Gaetano Musumeci, Mario Giusti, Turi Ferro, Michele Abruzzo, Umberto Spadaro, Nino Succi, Piero Corigliano e Pietro Platania è tra i fondatori dell'Ente Teatro Sicilia (poi Teatro Stabile di Catania).
Dopo aver dato vita a Catania all'Istituto d'arte (1950) e al Liceo artistico (1964), nel 1967 fonda l'Accademia di belle arti della città, della quale è il direttore sino al 1988.
Dal 1973 al 1983 fa parte del consiglio di amministrazione della Triennale d'arte di Milano con Remo Brindisi e Giampaolo Fabris presidenti. Nel 1974 consegue il "Trofeo città di Lecce" e successivamente nel 1975 gli viene conferito il riconoscimento di prima classe con medaglia d'oro della Presidenza della Repubblica quale benemerito della cultura e dell'arte, nel 1976 presso la Galleria Arte Club, gli viene assegnato il "Premio XXIV Casali per la pittura. Al Centro Culturale Cavallotto nello stesso anno viene presentata la monografia di Anna Maria Damigella "II segno libero di Sciavarrello", da Vanni Scheiwiller, Sebastiano Addamo e Domenico Danzuso.
Nel 1983 istituisce nella città di Catania, l'Istituto per la Cultura e l'Arte e due anni dopo, all'Accademia di belle arti di Catania presenta un'ampia raccolta d'arte italiana quale donazione personale e della sua famiglia alla città, per costituire il patrimonio iniziale di una galleria d'arte moderna e contemporanea.
Nel 1990 consegue la "Tavolozza d'argento" di Tremestieri Etneo e l'anno seguente promuove l'istituzione di un Museo di scultura in pietra lavica all'aperto, nei giardini del Castello di Nelson di Bronte.
Ha realizzato scene e costumi per opere teatrali e balletti programmati al Teatro Massimo Bellini di Catania, fra cui: Il cavaliere della rosa di Richard Strauss; Follie viennesi di Johann Strauss, Persefone di Pietro Ferro; Cavalleria rusticana di Pietro Mascagni.
Nel volume "Segno e colore nell'arte di Sciavarrello" (di Anna Maria Damigella, in Arte Italiana Moderna n. 106, edizione "II pesce d'oro", del 1993, a cura dì Vanni Scheiwiller) è pubblicata un'ampia antologia critica con scritti di: Michele Biancale, Santi Bonaccorsi, Stefano Bottari, Bianca Cordaro, Mauro Corradini, Domenico Danzuno, Raffaele De Grada, Libero de Libero, Giorgio Di Genova, Giuseppe Finocchiaro D'Inessa, Giuseppe Frazzetto, Francesco Gallo, Paolo Giansiracusa, Vito Librando, Mino Maccari, Luciano Marziano, Ottavio Morisani, Marcello Passeri, Vanni Schewiller, Ermanno Scuderi, Fiore Torrisi, Antonino Uccello, Remo Wolf.
Nel 2021 gli viene intitolata l'aula magna della sede principale dell'accademia di belle arti di Catania.

## Mostre ed esposizioni
- Biennale di Venezia, 1950 e 1952;
- VI, VII, VIII e IX Quadriennale di Roma nazionale d'arte;
- II Biennale di San Paolo del Brasile, 1953-54;
- La vetrina" di Chiurazzi, Roma, 1950, presentata da Mino Maccari;
- Mostra d'arte italiana a Lisbona, Oporto, Atene, Istanbul, Tel Aviv, 1953;
- Pisa, 1955, presentata da Stefano Bottari;
- Galleria "La Feluca", nota per la presenza di personalità del Corpo diplomatico, Roma 1959, presentata da Libero De Libero;
- Terza mostra internazionale di grafica e alla Grafica 1940-1960 di Firenze;
- 1973 «Artisti brontesi di ieri e di oggi» (pittori del 700, '800 e '900);
- «Campo dì Giove» di Sulmona (1973);
- Colonia, Monaco di Baviera, Boston, 1954;
- Toulouse, Stoccolma, 1955;
- Galleria "Vallerini". Pisa, 1955, presentata da Stefano Bottari, Lima 1956;
- 1957 Biennale della grafica di Lubiana;
- Galleria "La Feluca", nota per la presenza di personalità del Corpo Diplomatico. Roma 1959, presentata da Libero de Libero.
- Praga, Nancy, Sanjuan de Costarica, Guatemala, Panama, San Salvador, Messico, Cuba, New York, Lima, Bogotà, Santiago del Cile, Concepción, Valparaìso, La Paz, Buenos Aires, Montevideo, Varsavia, Cracovia, Poznan, Guadalajara, Giappone, Dublino, Bydgoszcz, 1959-60;
- Stoccolma, 1963;
- Mulhouse (Bas-Rhin), 1964;
- "Centro Bronzetti", presentata da Remo Wolf, 1965;
- "II Punto", Palermo, 1966, presentata da Ottavio Morisani;
- Nijmegen (Paesi Bassi), 1965;
- Mostra del paesaggio del 700, '800 e '900, Catania, 1947;
- Mostra d'arte contemporanea (a cura della Biennale), Catania-Palermo, 1949;
- Artisti siciliani, Venezia, 1949;
- III e IV Mostra nazionale dell'incisione moderna, Reggio Emilia, 1951, 1953;
- Dodici mostre del premio Suzzara dal 1950 ad oggi;
- L'arte nella vita del Mezzogiorno, Roma, 1953;
- Grafica italiana d'arte, Cremona e Livorno 1960;
- Premio Forlì, 1961;
- “Autostrada del sole”, Roma, 1961-62;
- Sicilia 1963, Roma;
- L'Incisione italiana di oggi (IDIT), Padova, 1963;
- Incisione contemporanea, Taranto, 1963;
- Premio Biella per l'incisione, 1964;
- Premio «II torchio d'oro», Fabriano, 1965;
- Centenario di Brugherio, 1965;
- LVII Biennale, Verona, 1965;
- Premio d'arie «Maternità», Milano, 1966;
- «II fiore nella grafica italiana contemporanea », Pescia e Prato, 1966;
- I e II Biennale dell'incisione italiana, Cittadella, 1966, 1969;
- Omaggio a Boccaccio, Certaldo 1967;
- Vent'anni del Premio Suzzara, Scandicci, 1968;
- Rassegna di grafica italiana, Vicenza, 1969.
- Invitato al Premio internazionale del Fiorino, Firenze, 1966.
- Circolo Unione, presentata da Santo Luigi Agnello. Siracusa. 1970.
- Galleria Cavallotto, disegni, presentata da Domenico Danzuso e Ermanno Scuderi, Catania, 1971.
- Teatro Greco di Taormina. 1972, nel contesto del Festival del cinema, presentata da Giancarlo Vigorelli.
- "New gallery", presentata da Vito Librando, Catania, 1975.
- Palazzo Serbelloni. Milano, 1976, in una manifestazione di grande sicilianità presentata da Vito Librando e Giancarlo Vigorelli.
- Galleria Cavallotto. 1 dipinti di Sciavarrello, presentati da Santi Bonaccorsi, Catania, I978.
- Municipio di Pedara Dipinti. disegni e opere grafiche, 1979.
- Galleria Arte Club, " Un chiarista della Scuola romana ". Presentato da Giorgio Di Genova, Catania, 1980.
- L'ambiente, i fiori, le colombe, con un profilo dì Paolo Giansiracusa. Siracusa. 1985.
- 1991 «II Disegno - Artisti di 25 nazioni». ICA - Catania.
- Ex convento francescano. "Tres-Assonanze". con una nota di Francesco Gallo, Trecastagni. 1992.
- 1992 «12 incisori siciliani» - Palermo, Villa Zito del Banco di Sicilia.
- Galleria dell'Accademia di belle arti, Sciavarrello dalla scuola romana ai nostri giorni, opere dal 1934 al 1993, con scritti di Paolo Giansiracusa e Piero Guccione, Catania 1993.
- 1993 «Canada-Italia. 9ª Mostra internazionale di grafica.
- "Il sentimento delle cose - un percorso della grafica italiana contemporanea", Verolanuova. 1993
- (Galleria Chiurazzi, 1950); (personale).
- Catania (Galleria della Stampa, 1950); (personale)
- Milano (Galleria d'arte Cairola, 1951); (personale)
- Pisa (Galleria Vallerìni, 1955); (personale)
- Roma (Galleria La Feluca 1959); (personale)
- Cantù (Galleria del mobile, 1959); (personale)
- Milano (Galleria d'arte Cairola, 1959); (personale)
- Catania (Associazione della Stampa, 1964); (personale)
- Caltanissetta (Galleria Cavallotto, 1965); (personale)
- Trento (Centro Bronzetti, 1965); (personale)
- Palermo (Galleria II Punto, 1966); (personale)
- Messina (Galleria II Fondaco, 1966); (personale)
- Siracusa (Galleria Unione, 1970); (personale)
- Civica Raccolta Bertarelli, Milano;
- Presidenza del Consiglio dei ministri, Roma;
- Raccolta della grafica italiana dell'Università di Pisa;
- Comune di Catania; Assessorato P.I. della Regione Siciliana, Palermo;
- Assessorato Finanze e Demanio della Regione, Palermo;
- Unione Camere dì Commercio della Sicilia, Palermo;
- Museo del Boccaccio, Certaldo;
- Assessorato Turismo e Spettacolo della Regione Siciliana, Palermo;
- Università di Catania;
- INPS, Roma;
- Museo di Noto.

## Illustrazioni
- Antonio Corsaro, Nunzio Sciavarrello incisore e disegnatore. Edizioni Camene, Catania, 1951.
- Anna Maria Damigella, II segno libero di Sciavarrello, Scheiwiller, Milano, 1976.
- Santi Bonaccorsi, I dipinti di Sciavarrello, Vito Cavallotto editore, Catania, 1978.
- Giorgio Di Genova, Sciavarrello - Un chiarista della Scuola romana, Ed. Arte Club, Catania, 1980.
- Paolo Giansiracusa, Nunzio Sciavarrello, l'ambiente, i fiori, le colombe, Ed. Il Demarateion, Siracusa, 1985.
- "Tres-Assonanze" con una nota di Francesco Gallo, Trecastagni, 1992
- Anna Maria Damigella, "Sciavarrello" Arte Moderna Italiana N° 106: opere dal 1938 al 1993, Scheiwiller, Milano, 1993.
- Paolo Giansiracusa e Piero Guccione, Sciavarrello: dalla Scuola romana ai nostri giorni, Bonanno editore, Acireale, 1993
- Nunzio Sciavarrello, Galleria «La vetrina» di Chiurazzi, Roma, 1950.
- Nunzio Sciavarrello, Galleria della stampa, Catania, 1950.
- Sciavarrello, Galleria «La feluca», Roma, 1959, in edizione numerata con un'incisione dell'artista e una poesia di Arcangelo Biondini.
- Incisioni di Sciavarrello, «Centro Bronzetti», Trento, 1965.
- Incisioni di Sciavarrello, Galleria «II punto», Palermo, 1966.
- I disegni di Sciavarrello, Galleria «Cavallotto», Catania, 1972.
- Nunzio Sciavarrello, 1940-1975, proposta per una verifica, New Gallery, Catania, 1975.
- Opere scelte di Sciavarrello, Galleria «Cavallotto», Catania, 1976.
- 1950 Otto incisioni di Nunzio Sciavarrello (dal 1945 al 1950).
- 1950 Sei incisioni dedicate al lavoro, con una poesia di Mario Rapisardi.
- I paladini, cinque acqueforti a sei colori.
- Visioni nuove (autostrade), cinque acqueforti a sei colori.
- Battaglie fantastiche, cinque incisioni a due colori. Introduzione di Antonino Uccello.
- Acitrezza, tre acqueforti a due colori.
- Sciavarrello dalla Scuola romana ai nostri giorni, opere dai 1934 al 1993, con scritti di Paolo Giansiracusa e Piero Guccione, Catania, 1993.
- "Nunzio Sciavarrello, Un lungo percorso tra luce, tono e armonia - Mostra Antologica di pittura" Testo di Paolo Giansiracusa, Misterbianco, 2003.
- "Per una Pinacoteca d'Arte a Bronte" a cura di Paolo Giansiracusa - Coppola Editore - Bronte, 2007.
- "Pinacoteca Nunzio Sciavarrello" a cura di Giuseppe Frazzetto - Catania 2010.

## Immagini di Nunzio Sciavarello

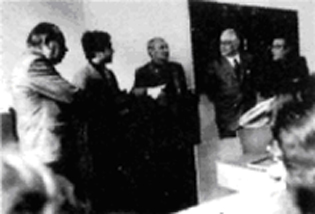
A Praga con lo scenografo Joseph Svoboda
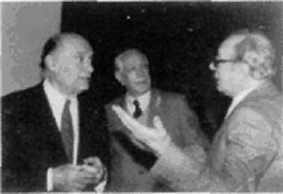
Turi Ferro, Sciavarrello e Mario Giusti
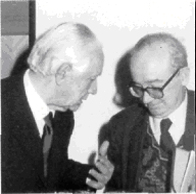
Nunzio Sciavarrello con l'editore Vanni Scheiwiller
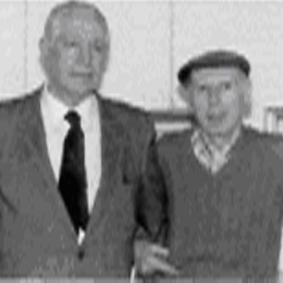
Sciavarrello con Ernesto Treccani
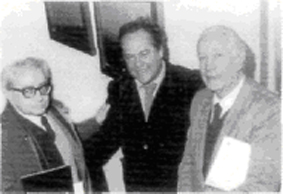
Vito Librando, Piero Guccione, Nunzio Sciavarrello
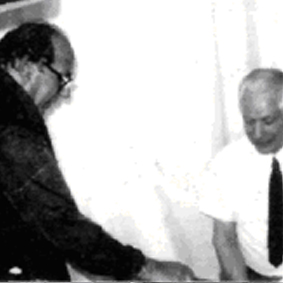
Nunzio Sciavarrello con Remo Brindisi
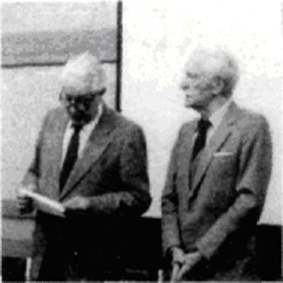
Nunzio Sciavarrello con Orfeo Tamburi
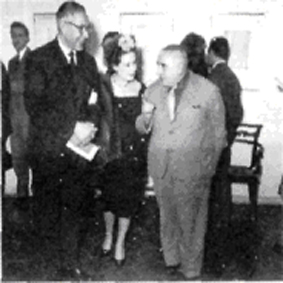
Nunzio Sciavarrello e Francesco Trombadori
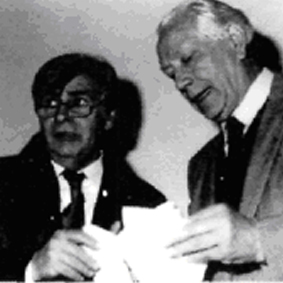
Con Renzo Vespignani